# Mark Ryden
Mark Ryden (* 1963 in Medford (Oregon))  ist ein amerikanischer Maler und Illustrator.

## Biographie
Mark Ryden ist Absolvent des Art Center College of Design. Dort schloss er 1987 den Studiengang Illustration mit einem Bachelorgrad ab. Im Anschluss arbeitete er zehn Jahre erfolgreich kommerziell als Werbegrafiker und entwarf bekannte Alben- und Buchcover. In diesem Zeitraum entstand das Cover für das Debütalbum von Danger Danger mit gleichnamigem Titel. Er entwarf für Michael Jackson Dangerous, für 4 Non Blondes Bigger, Better, Faster, More!, für die Red Hot Chili Peppers One Hot Minute, für Aerosmith das Cover von Love in an Elevator sowie für Stephen Kings Romane Desperation und Regulator.
Im Jahr 1998 hatte er seine erste Einzelausstellung The Meat Show in Pasadena. Im Jahr 2018 wird Rydens Gemälde Dangerous (1991) in der National Portrait Gallery im Zuge der Ausstellung Michael Jackson: On the wall gezeigt.
Seit 2009 ist er mit der Malerin Marion Peck verheiratet.